# Collema glaucophthalmum
Collema glaucophthalmum är en lavart som beskrevs av Nyl. Collema glaucophthalmum ingår i släktet Collema och familjen Collemataceae.   Inga underarter finns listade i Catalogue of Life.